# Lijst van burgemeesters van Tiegem
Dit is een lijst van burgemeesters (onder het nieuwe stelsel) van de voormalige gemeente Tiegem in de Belgische provincie West-Vlaanderen, voor de fusie met Anzegem in 1977.
- 1799-1812 : Albert van de Putte
- 1812-1848 : Jacob Frans van de Putte
- 1848-1865 : Augustijn van de Putte
- 1868-1908 : Pieter Verriest
  - 1900-1908 : Vital Moreels (dienstdoend)
- 1909-1913 : Jan Baptist Van de Meulebroeke
- 1914-1922 : Remi Gaeremynck
- 1922-1938 : Louis Mullie
- 1939-1946 : Achiel Verbrugge
- 1947-1961 : Gerard Windels
- 1961-1976 : Godfried Van de Meulebroeke